# Nectandra lineata
Nectandra lineata (Kunth) Rohwer – gatunek rośliny z rodziny wawrzynowatych (Lauraceae Juss.). Występuje naturalnie w Gwatemali, Hondurasie, Nikaragui, Kostaryce, Panamie, Kolumbii, Ekwadorze oraz Peru. 

## Morfologia
PokrójZimozielone drzewo dorastające do 20 m wysokości. Gałęzie są owłosione.
LiścieMają eliptyczny lub podłużnie eliptyczny kształt. Mierzą 10–25 cm długości oraz 4–8 szerokości. Są lekko owłosione od spodu. Nasada liścia jest ostrokątna. Wierzchołek jest ostry.
KwiatySą zebrane w wiechy. Rozwijają się w kątach pędów. Dorastają do 5–15 cm długości. Płatki okwiatu pojedynczego mają białą barwę. Są niepozorne – mierzą 6–10 mm średnicy. Wydzielają zapach.
OwocePestkowce o prawie kulistym kształcie. Osiągają 10–12 mm długości oraz 7–10 mm średnicy.

## Biologia i ekologia
Rośnie w lasach wtórnych. Występuje na wysokości do 500 m n.p.m. Kwitnie od lutego do maja.